# МГП «Электрон» (мини-футбольный клуб)
МГП «Электрон» — бывший украинский мини-футбольный клуб из Львова, участник второго чемпионата СССР по мини-футболу.
В начале 1991 года проходит второй чемпионат СССР по мини-футболу. В нём принимает участие 22 команды, разбитые на три группы по зональному признаку. Из каждой из групп в финальный турнир выходит по две лучших команды. МГП «Электрон» проводит свои встречи в зональном турнире Кишинёве с 23 по 27 января. В группе Б львовский клуб выигрывает у минской «Пагони» со счётом 2:0, а также уступает бакинскому «Нефтичи» 0:4, и заняв в группе второе место, выходит в четвёрку лучших команд зонального турнира. В турнире за 1-4 места МГП «Электрону» засчитывается тот же результат в противостоянии с «Нефтичи», что и в групповом турнире, а оставшиеся две игры кишинёвскому «Агрос-Интексу» и рижскому «СКИФ-Форуму» команда проигрывает со счётом 1:2 и 4:5 соответственно. Заняв по итогам зонального турнира четвёртое место, команда прекращает выступление в кубке страны.
В последующие годы МГП «Электрон» выступал в Кубке Украины по мини-футболу, однако не добился сколько-нибудь заметных результатов.